# Phoenix Suns
Phoenix Suns este un club de baschet profesionist cu sediul în Phoenix, Arizona. Joacă în Divizia Pacific a Conferinței de Vest în National Basketball Association (NBA) și este singura echipă din divizie care nu are sediul în California. Arena unde joacă meciurile este din 1992 PHX Arena, care a fost cunoscută în trecut ca America West Arena, US Airways Center sau Footprint Center.
Echipa a ajuns în finala NBA din 1976, într-o situație considerată a fi una dintre cele mai mari surprize din istoria NBA. Au mai jucat alte două finale, în 1993 și 2021, dar încă nu au câștigat titlul de campioană, fiind echipa cu cele mai multe prezențe în finală fără să obțină trofeul.